# FlySafair
FlySafair es una aerolínea de bajo coste con sede en Johannesburgo, Sudáfrica. Es una filial de propiedad total de Safair. La aerolínea opera desde el Aeropuerto Internacional de Ciudad del Cabo y el Aeropuerto Internacional de Johannesburgo.

## Historia
La aerolínea fue establecida en agosto de 2013 y le fue concedida la aprobación del South African Air Service Licensing Council para poner en marcha las operaciones con diez servicios diarios entre Johannesburgo y Cape Town. La compañía tenía planes para iniciar operaciones en octubre de 2013. Sin embargo, el 8 de octubre de 2013, el Tribunal Supremo de Sudáfrica concedió una orden judicial transitoria para evitar que la línea aérea iniciara las operaciones, a raíz de una solicitud presentada por compañías rivales, basándose en que no cumplía con el requisito legal del 75% de propiedad local. Se llevó a cabo una reestructuración sustancial de la propiedad y el vuelo inaugural finalmente se produjo el 16 de octubre de 2014.

## Destinos
FlySafair sirve a los siguientes destinos:
- Ciudad del Cabo – Aeropuerto Internacional de Ciudad del Cabo
- Durban – Aeropuerto Internacional de Durban[6]
- East London – Aeropuerto de East London[6]
- George – Aeropuerto de George
- Johannesburgo – Aeropuerto Internacional de Johannesburgo
- Puerto Elizabeth – Aeropuerto de Port Elizabeth

## Servicios en vuelo
FlySafair ofrece alimentos y bebidas en un programa de compras a bordo. También ofrece una revista mensual llamada In Flight.

## Flota

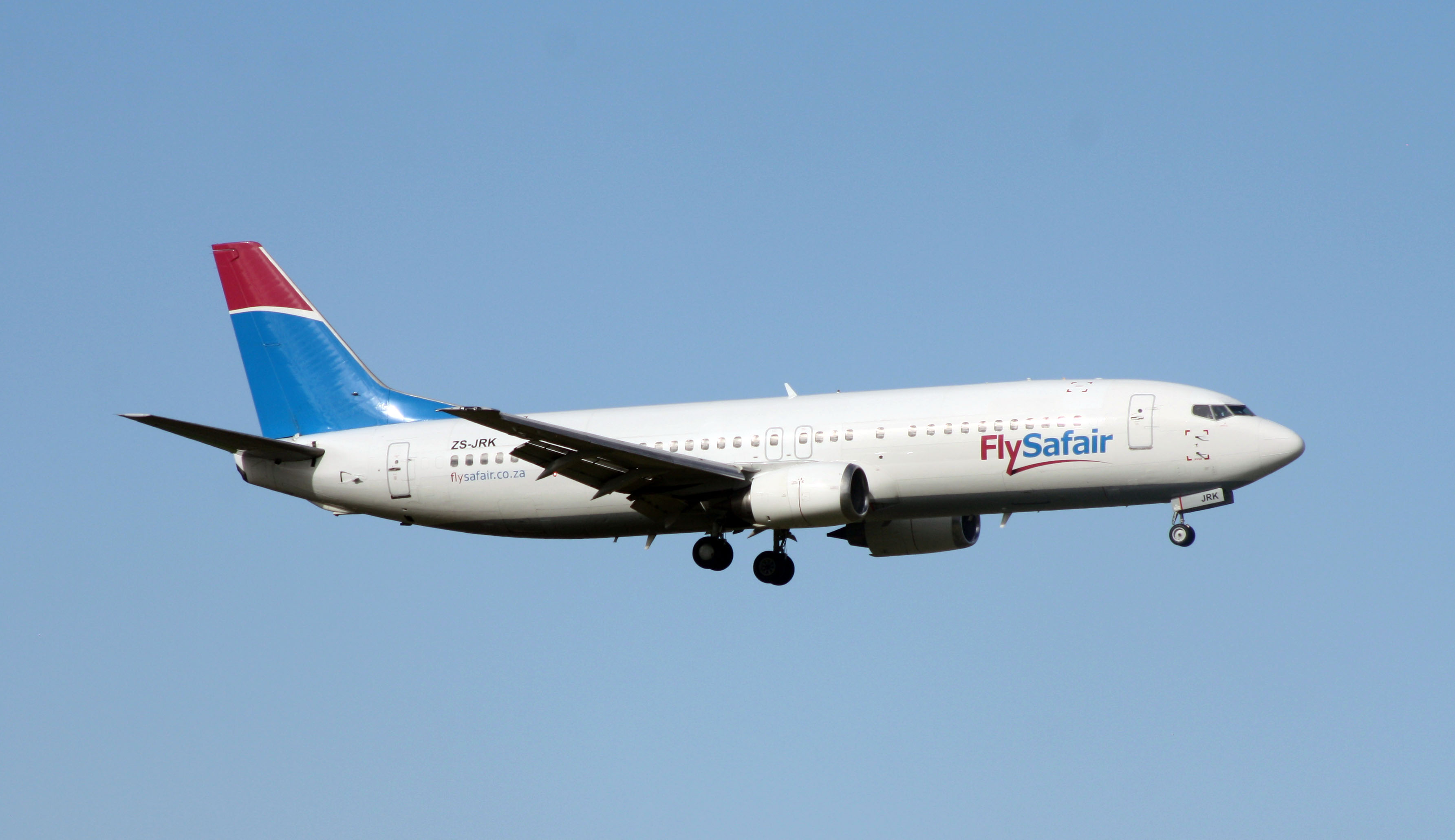
Boeing 737-400 de FlySafair

A febrero de 2023, la flota de FlySafair consiste en las siguientes aeronaves, con una edad media de 20.2 años:
| Boeing 737–400 | 5  | 0 | 165 |  |  |  |
| Boeing 737–800 | 25 | 0 | 189 |  |  |  |
| Total          | 30 | 0 |     |  |  |  |